# Іван Заславський
Іван Заславський (*д/н — бл. 1499) — державний діяч, урядник Великого князівства Литовського. Не слід плутати з Іваном Заславським, представником гілки Рюриковичів-Заславських. Став першим, хто досяг значних посад у державі.

## Життєпис
Походив з литвинського (білоруського) князівського роду Заславських, нащадків Гедиміна. Єдиний син князя Юрія Заславського. Після смерті останнього успадкував Ізяславське князівство в мінському воєводстві. У 1468 році був призначений воєводою мінським. На цій посаді перебував до 1473 року. У 1484 році став намісником Вітебська. У 1492 році передав цю посаду синову Федору. Помер до 1499 року.

## Родина
- Михайло (? — 1529), намісник вітебський у 1494—1529 роках
- Федір (? — 1539), намісник вітебський у 1492—1494 роках
- Богдан (? — бл. 1530), намісник мінський у 1499—1519 роках
- Марія, дружина 1) князя Богдана Глинського; 2) князя Івана Красного-Друцького
- Софія, дружина Миколая Радзивіла Старого († 1509), воєводи віленьського
- Аксинія (д/н—бл.1536), дружина Василя Полубенського, старости мстиславського